# Im Westen nichts Neues

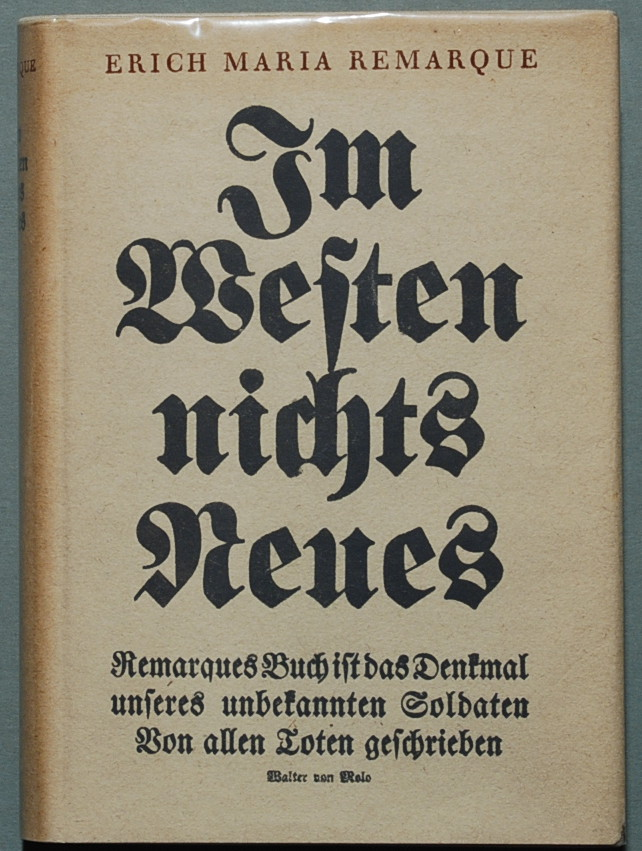
Umschlag der Erstausgabe 1929

Im Westen nichts Neues ist ein 1928 verfasster Roman von Erich Maria Remarque, der die Schrecken des Ersten Weltkriegs aus der Sicht eines jungen Soldaten schildert. Obwohl Remarque selbst das Buch als unpolitisch bezeichnete, ist es als Antikriegsroman zu einem Klassiker der Weltliteratur geworden. Der Roman wird in der Literaturwissenschaft überwiegend der Neuen Sachlichkeit zugeordnet.
Im Westen nichts Neues erschien als Vorabdruck ab dem 10. November 1928 in der Vossischen Zeitung, in Buchform beim Propyläen Verlag am 29. Januar 1929. Innerhalb von elf Wochen erreichte es nach Verlagsangaben eine Auflage von 450.000 Exemplaren. Es wurde noch im selben Jahr in 26 Sprachen übersetzt. Bis heute gibt es Ausgaben in über 50 Sprachen, die geschätzten Verkaufszahlen weltweit (Stand: 2007) liegen bei über 20 Millionen.
Bei den Nationalsozialisten hatte sich Remarque mit seinem Roman Feinde gemacht. Als Teil ihrer Rufmordkampagne gegen den missliebigen Autor bezweifelten sie dessen Authentizität und verbreiteten das Gerücht, er habe überhaupt nicht am Ersten Weltkrieg teilgenommen. Während der nationalsozialistischen Bücherverbrennungen 1933 wurden zahlreiche Exemplare von Im Westen nichts Neues vernichtet.
Weitere Bekanntheit erreichte das Werk durch die US-amerikanische Verfilmung aus dem Jahre 1930 von Lewis Milestone, die mit zwei Oscars ausgezeichnet wurde. Der Roman wurde 1979 unter gleichem Titel von Delbert Mann als Fernsehfilm inszeniert. Im Jahr 2022 schuf Regisseur Edward Berger die erste deutsche Verfilmung des Buches. Bei der Oscarverleihung 2023 wurde der Film mit vier Oscars ausgezeichnet.

## Inhalt

### Zusammenfassung

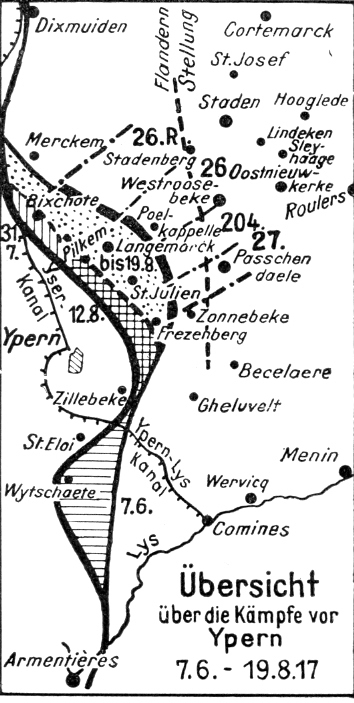
Die Westfront in Flandern, 1917

Paul Bäumer gehört zu einer Gruppe von Soldaten an der Westfront im Ersten Weltkrieg. In der Ruhestellung hinter der Front erinnert er sich an seine Schulzeit. Die patriotischen Reden seines Lehrers Kantorek hatten die ganze Klasse dazu gebracht, sich freiwillig zum Kriegsdienst zu melden. Unter dem Drill ihres Ausbilders Unteroffizier Himmelstoß lernen sie bereits in der Grundausbildung, dass alle ihnen bislang in der Schule vermittelten Werte auf dem Kasernenhof ihre Gültigkeit verlieren. Sie werden an die Westfront verlegt, wo sie von dem erfahrenen Frontkämpfer Stanislaus Katczinsky auf die Gefahren des Schlachtfeldes vorbereitet werden. Katczinsky ist den Soldaten und Freunden um Paul Bäumer ein Vorbild und hat autoritären Einfluss auf sie. Er wird damit zum inoffiziellen Anführer. Paul lernt zu überleben, die verschiedenen Geschosse schon am Klang zu unterscheiden, auch unter widrigsten Bedingungen noch etwas zu essen zu finden und sich gegen den wahren Feind, den Tod, zu wappnen.
Bei einem kurzen Heimataufenthalt stellt Bäumer fest, wie sehr ihn die Erlebnisse an der Front inzwischen verändert haben. Es ist ihm unmöglich, seiner Familie und anderen Zivilisten die grausamen Erfahrungen aus dem Schützengraben mitzuteilen. Enttäuscht kehrt er zu denjenigen Menschen zurück, die ihm nun die nächsten geworden sind, zu seinen Kameraden an der Front. Bei einem Angriff wird er verwundet und verbringt einige Wochen im Lazarett, bevor er an die Front zurückkehrt. In den nächsten Monaten wird Bäumers Gruppe nach und nach zerrieben. Einer nach dem anderen stirbt bei den Gas- und Granatenangriffen, im Trommelfeuer oder im Kampf Mann gegen Mann. Schließlich wird auch Bäumer kurz vor Ende des Krieges tödlich getroffen, „an einem Tag, der so ruhig und so still war, daß der Heeresbericht sich auf den Satz beschränkte, im Westen sei nichts Neues zu melden.“

### Kapitel 1
Die Kompanie nimmt erstaunt zur Kenntnis, dass es nahezu doppelte Essensrationen gibt, da von 150 nur 80 Mann von der Front zurückgekehrt sind. Der 19-jährige Erzähler Paul Bäumer beschreibt, wie er und seine Mitschüler von ihrem Lehrer Kantorek überredet wurden, sich zur Armee zu melden. Im Rückblick erkennt er, dass die von dem Erzieher vermittelte Weltanschauung nicht mit der an der Front erlebten Realität zu vereinen ist.
Die Kameraden besuchen im Lazarett den schwer verwundeten Franz Kemmerich, der zu diesem Zeitpunkt selbst noch gar nicht weiß, dass man ihm ein Bein amputieren musste. Die Kameraden sorgen dafür, dass der sterbende Kemmerich vom Sanitäter Morphium erhält; gleichzeitig versucht Müller, einer von ihnen, an die guten Stiefel des Verletzten zu gelangen, um sie selbst tragen zu können.

### Kapitel 2
Paul macht sich Gedanken darüber, wie ihn das harte Kasernenleben auf den Krieg vorbereitet und wie ihn sein Vorgesetzter Himmelstoß während der Grundausbildung tyrannisiert hat, und fragt sich, wie sein Leben nach dem Krieg aussehen wird. Er glaubt, ohne militärische Ausbildung wäre er im Schützengraben verrückt geworden, und trauert um seinen inzwischen im Lazarett verstorbenen Freund Kemmerich.

### Kapitel 3
Katczinsky (von allen nur Kat genannt), der das Soldatenleben immer wieder mit den „wichtigsten“ Dingen verschönert und erleichtert, wird als unentbehrliche Identifikationsfigur für die jungen Soldaten beschrieben. Es folgt ein Gespräch über das Militär, den Krieg und die Quelle von Macht. – Tjaden ist wütend auf Himmelstoß, da er besonders unter den Erziehungsmethoden des Unteroffiziers zu leiden hatte. Erinnerungen werden wach an eine zurückliegende Aktion, bei der die Kameraden Himmelstoß auf seinem Weg abfingen und ihm eine ordentliche Tracht Prügel verabreichten.

### Kapitel 4
Pauls Kompanie wird mit jungen Rekruten aufgefüllt und muss zum Schanzen an die Front. In der Ferne hören sie die durch Mark und Bein gehenden Schreie verwundeter Pferde. Bei der Rückkehr wird die Kompanie überraschend mit Artilleriefeuer und Giftgas angegriffen und versteckt sich zwischen Gräberhügeln auf einem Friedhof, es fallen mehrere Soldaten.

### Kapitel 5
Paul und seine Kameraden sprechen über ihr Leben vor dem Krieg und stellen Überlegungen darüber an, was sie nach Kriegsende unternehmen werden, doch ihnen wird bewusst, dass sie sich in der Zivilgesellschaft entfremdet fühlen würden. Sie vertreiben sich die Zeit mit Läusejagd und diskutieren über Sinn und Unsinn militärischer Strukturen. Unterbrochen werden sie von Himmelstoß, der während der Grundausbildung ihr verhasster Ausbilder war; Tjaden und Kropp widersetzen sich ihm und werden dafür milde bestraft. Später beschert ihnen eine Aktion Kats und Paul Bäumers einen Gänsebraten, den alle hungrig und dankbar verschlingen.

### Kapitel 6
Die Kompanie wird an die Front verlegt und erlebt einen dreitägigen besonders grausamen Stellungskrieg mit Artilleriebeschuss und Gasangriffen. Der Horror der Schlacht zeigt sich in massenhaften Verlusten, Hunger, Rattenplagen und der Verrohung der Soldaten, bis endlich der befürchtete Angriff der Franzosen erfolgt. Als ob der Tod hinter ihnen her wäre, sehen sie in den Gegnern keine Menschen mehr, sondern versuchen jeden zu töten, der ihnen entgegenkommt. Am nächsten Tag erfolgt ein erneuter massiver feindlicher Angriff, der besonders unter den unerfahrenen Rekruten viele Opfer fordert, darunter Pauls Freund Haie Westhus. Nach Wochen des Kampfes kehren nur 32 Überlebende von 150 Mann zurück. Die Sinnlosigkeit des Krieges wird immer deutlicher.

### Kapitel 7
Nach der Schlacht wird die Kompanie ins Feldrekrutendepot zurückverlegt. Paul und seine Freunde lernen drei französische Frauen kennen, die sie des Nachts heimlich besuchen. Paul erhält zwei Wochen Heimaturlaub und kehrt in seine Heimatstadt zurück, wo er sich entfremdet fühlt. Die Zivilisten verstehen nichts von den Schrecken des Krieges und begegnen ihm mit realitätsfernem Patriotismus. Auch seine Familie kann ihm keine Geborgenheit mehr geben, besonders da seine Mutter schwer krank ist. Er besucht den ehemaligen Klassenkameraden Mittelstaedt, der in der Kaserne ihren inzwischen eingezogenen Lehrer Kantorek, der sie schikaniert und zum freiwilligen Dienst an der Front bewogen hatte, schleift und lächerlich macht. Doch Paul spürt, dass er nicht mehr dazugehört. Am Ende des Urlaubs berichtet Paul der Mutter Kemmerichs vom Tod ihres Sohnes und kehrt freiwillig an die Front zurück, weil er sich dort seinen Kameraden verbundener fühlt als den Menschen in der Heimat. Er denkt über sein Leben und sein Verhältnis zu seiner Mutter nach.

### Kapitel 8
Nach dem Urlaub wird Paul für einige Wochen zu einer Ausbildungseinheit ins Heidelager abkommandiert, wo er erstmals russische Gefangene kennenlernt, die dort ein jämmerliches Leben unter elenden Umständen fristen müssen. Er erkennt, dass sie einfache Menschen sind, die unter dem Krieg genauso leiden wie er selbst. Die Begegnung lässt ihn über die Sinnlosigkeit von Feindbildern und Nationalismus nachdenken. Er entwickelt Mitleid für die Gefangenen, gibt ihnen heimlich Essen und teilt mit ihnen seine Zigaretten. Trotzdem bleibt er in der Maschinerie des Krieges gefangen und wird bald wieder an die Front geschickt. Am Ende seines Aufenthalts wird er von seinem Vater und seiner Schwester besucht. Sie bringen ihm Kartoffelpuffer mit, die ihm seine krebskranke Mutter zubereitet hat; zwei davon gibt er den Russen.

### Kapitel 9
Paul fährt zurück zu seiner Kompanie. Nach einem Inspektionsbesuch des Kaisers und einer Unterredung über Ursache und Sinn des Krieges geht es wieder an die Front. Bei einem Patrouillengang werden die Soldaten von einem gegnerischen Angriff überrascht. Paul rettet sich in einen Bombentrichter und stellt sich tot. Als ein Franzose namens Gérard Duval ebenfalls in diesen Trichter springt, stößt Paul diesem aus Todesangst seinen Grabendolch in den Bauch. Aus schweren Schuldgefühlen heraus verspricht er dem Sterbenden, dass er sich um dessen Familie kümmern werde, obwohl er weiß, dass er diese Zusage nicht einhalten kann. Wegen der andauernden Gefahr muss Paul einen ganzen Tag lang neben dem Toten ausharren, bis er zurück in den deutschen Graben kriechen kann. Aufgewühlt erzählt er seinen Freunden von der persönlichen Konfrontation mit dem Feind und seinen Gewissensbissen. Kat und Albert sind bemüht, ihn zu beruhigen.

### Kapitel 10
Zunächst bewachen die Soldaten ein verlassenes Dorf, wo sie es sich gut gehen lassen. Doch bei einer gegnerischen Offensive werden Paul und Albert verwundet und kommen zunächst ins Lazarett, wo Paul operiert und anschließend in ein katholisches Hospital verlegt wird. Dort wird Albert das Bein amputiert. Nach einigen Wochen im Hospital erhält Paul Erholungsurlaub und muss sich schweren Herzens von Albert verabschieden, von dessen weiterem Schicksal der Leser in dem Roman nichts erfährt. Paul wird wieder vom Regiment angefordert und fährt zurück an die Front. Er ist inzwischen 20 Jahre alt, also seit zwei Jahren Soldat.

### Kapitel 11
Paul erlebt viele weitere Fronteinsätze. Seine Freunde Berger, Müller, Leer und ihr Kompanieführer Bertinck sterben. Schließlich auch Katczinsky, trotz eines verzweifelten Rettungsversuchs Pauls. Detering desertiert, wird aber wieder aufgegriffen und vermutlich erschossen. Einige junge Soldaten leiden unter Front-Anfällen. Sie sind ihren schrecklichen Erlebnissen nicht gewachsen. Paul beschreibt, wie miserabel die Lage der Deutschen ist und wie sehr die Alliierten überlegen sind; er schildert den Sommer 1918 mit all seinen Qualen. Paul kann die Grausamkeit des Krieges kaum noch ertragen: „Warum? Warum macht man kein Ende?“ Obwohl die Soldaten über den Waffenstillstand im Osten informiert sind und obwohl der Erzähler die Begriffe „meutern“ und „Revolution“ in seine Erzählung einführt, kommen weder Paul noch die anderen überlebenden Soldaten auf die Idee, dass sie selbst etwas aktiv zu dem erhofften Kriegsende beitragen könnten.

### Kapitel 12
Paul hat Ruhe, weil er Gas geschluckt hat. Alle seine Freunde sind bereits gefallen, er ist der letzte von sieben Mann aus seiner Klasse; er erwartet den baldigen Waffenstillstand. Er macht sich Gedanken darüber, ob seine Generation sich nach dem Krieg noch zurechtfinden kann; er ist ruhig und gefasst.
Im Oktober 1918, kurz vor Kriegsende, fällt Paul, wie ein anonymer Erzähler berichtet. Sein Gesicht wirkt beinahe friedlich. An der Front ist es an diesem Tage so ruhig, dass der Heeresbericht sich auf den Satz beschränkt, im Westen sei nichts Neues zu melden.

## Zentrale Themen

### Traumatisierung durch die Schrecken des Krieges
Der Roman stellt die Schrecken des Krieges dar. Er zeichnet das weitestgehend realistische Bild eines durch die Erfindung chemischer Waffen (Giftgas) und den Einsatz moderner Artillerie und Maschinengewehre gekennzeichneten Stellungskrieges. Remarque beschreibt den grausamen Kampf an der Front, die leichenbedeckten Schlachtfelder, das elende Leben in den Schützengräben und den blutigen Alltag im Lazarett.
Diese Schrecken wirken sich desillusionierend auf die Psyche der Soldaten aus: Ständige Angriffe und Gegenangriffe reiben ihre Nerven auf, nie verlässt sie ihre Angst. Ständig von Hunger und Durst gequält, vegetieren sie unter unmenschlichen Bedingungen dahin, verlieren alle ihre Ideale und verwandeln sich zusehends in panische Tiere, nur noch darauf aus, ihre primitivsten Bedürfnisse zu befriedigen. Selbst die Überlebenden, weit davon entfernt, ihre grausamen Erlebnisse verarbeiten zu können, werden wohl (dies vermutet Paul Bäumer) letztlich vom Kriege zerstört bleiben und, wie Paul Bäumers deprimierender Heimaturlaub andeutet, nicht mehr ins normale, zivile Leben zurückfinden können. Damit umschreibt Remarque, der sein nach dem Krieg erworbenes Wissen seiner Figur Paul Bäumer in den Mund legt, das Syndrom, das heute Posttraumatische Belastungsstörung genannt wird.

### Der Topos der „verlorenen Generation“
Das Vorwort oder Motto des Werkes lautet: „Dieses Buch soll weder eine Anklage noch ein Bekenntnis sein. Es soll nur den Versuch machen, über eine Generation zu berichten, die vom Kriege zerstört wurde – auch wenn sie seinen Granaten entkam“. Es geht um die Generation, die von der Schulbank weg in den Krieg geschickt wurde. Den von Gertrude Stein geprägten Begriff „Lost Generation“ hat Remarque einem in den USA entstandenen Diskurs entnommen.
Anlässlich eines Briefes Kantoreks erinnert sich Paul, wie jener die ganze Klasse für den Kriegsdienst begeistert hat (S. 15–18). Kantorek und die anderen Lehrer „sollten uns Achtzehnjährigen Vermittler und Führer zur Welt des Erwachsenseins werden“; doch der erste Tote zerstörte die von ihnen vermittelte Weltanschauung und die Annahme, sie besäßen größere Einsicht als die Schüler. „Wir waren plötzlich auf furchtbare Weise allein; – und wir mußten allein damit fertig werden.“ Zu Beginn des 2. Kapitels (S. 23) denkt Paul über die besondere Lage seiner Generation nach: „Die älteren Leute sind alle fest mit dem Früheren verbunden, sie haben Grund, sie haben Frauen, Kinder, Beruf und Interessen. […] Wir waren noch nicht eingewurzelt. Der Krieg hat uns weggeschwemmt.“ Im 6. Kapitel (S. 111) wird berichtet, wie Paul nach einem Nahkampf der Kompanie allein in der Nacht auf Posten ist und sich an die Landschaften seiner Jugend erinnert, die ihm vielleicht für immer fremd bleiben werden: „Wir sind verlassen wie Kinder und erfahren wie alte Leute, wir sind roh und traurig und oberflächlich – ich glaube, wir sind verloren.“

### Sprachlosigkeit
Ein zentrales Motiv des Romans besteht in der Unfähigkeit der Soldaten, während des Krieges angemessen über ihre Kriegserlebnisse zu sprechen. „So etwas“ könne nicht erzählt werden, meint Paul Bäumer während seines Heimaturlaubs. Es sei „eine Gefahr für mich, wenn ich diese Dinge in Worte bringe, ich habe Scheu, daß sie dann riesenhaft werden und sich nicht mehr bewältigen lassen. Wo blieben wir, wenn uns alles ganz klar würde, was da draußen vorgeht.“ Auch das Gespräch in Frontnähe über die Kriegsursachen wird abgebrochen, denn: „Wird ja auch nicht anders dadurch [= durch das Reden]“.
In einem Interview mit Axel Eggebrecht erklärte Remarque am 14. Juni 1929: „Wir alle waren – und sind oft noch unruhig, ziellos, bald exaltiert, bald gleichgültig, im tiefsten Grunde aber unfroh. Der Schatten des Krieges hing auch und gerade über uns, wenn wir gar nicht daran dachten.“

### Der Mythos der Kameradschaft
In der gedruckten Endfassung des Romans wird die Kameradschaft zwischen den Soldaten als „das Wichtigste“ bewertet: „Das Wichtigste aber war, daß in uns ein festes, praktisches Zusammengehörigkeitgefühl erwachte, das sich im Felde dann zum Besten steigerte, was der Krieg hervorbrachte: zur Kameradschaft!“ (S. 29). Insbesondere Katczinski „ist nicht zu entbehren“ (S. 37). Es ist nur folgerichtig, dass die Kameraden Paul über seine schlimmste Krise hinweghelfen, nämlich das Erlebnis, mit einem von ihm selbst getöteten Franzosen zusammen lange Zeit in einem Trichter verbringen zu müssen (S. 185–202).
In der lange Zeit unveröffentlichten Typoskriptfassung des Romans wird hingegen Bäumer nach seiner Rückkehr aus dem Trichter noch von seinen „Kameraden“ mit seinen Schuldgefühlen allein gelassen. In dieser Fassung ist die Vereinzelung des Individuums im Krieg noch ein Teilaspekt des Verlorenseins (S. 449f.). In Remarques Roman Der Weg zurück (1930) zeigt sich, dass die (Front-)Kameradschaft völlig untauglich für die zivile Nachkriegsgesellschaft ist.
Angesichts der Tatsache, dass es während der Weimarer Republik in Deutschland 29.000 lokale Kriegervereine gab, die intensiv die Kameradschaft und den „Mythos des Frontkämpfertums“ pflegten, schien es offenbar dem Propyläen Verlag nicht opportun, einen Text zu veröffentlichen, in dem die Kameradschaft offen in Frage gestellt wurde. Dieter Wunderlich betont, dass Erich Maria Remarque in seinem Roman die Kameradschaft eben nicht „gepriesen“ habe, sondern entsprechenden Preisungen durch Ernst Jünger und anderen „rechten“ Autoren etwas habe entgegensetzen wollen.

### Orientierungspunkte und Wertmaßstäbe
Inneren Halt und Geborgenheit findet der Erzähler in der Erde, die er wie einen Freund, einen Bruder, eine Mutter verehrt (S. 52f.).
Berührungspunkte zur Lebensphilosophie weisen (vor allem auch im letzten Kapitel) Pauls Gedanken darüber auf, ob „das Leben“ sich nicht gegen alle Hoffnungslosigkeit und Zerstörung durchsetzen wird („das Weiche, das unser Blut unruhig machte, das Ungewisse, Bestürzende, Kommende, die tausend Gesichter der Zukunft, die Melodie aus Träumen und Büchern, das Rauschen und die Ahnung der Frauen“, S. 258).
Im 6. Kapitel sagt er zur Zufälligkeit der Granateneinschläge: „Dieser Zufall ist es, der uns gleichgültig macht … Jeder Soldat bleibt nur durch tausend Zufälle am Leben. Und jeder Soldat glaubt und vertraut dem Zufall.“ (S. 92)
Von Gebet an der Front wird nichts berichtet. Offenbar ist dies für den Protagonisten nicht von Bedeutung. Auch Gott als Autorität kommt nicht vor – er wird nur einmal beim Namen genannt, und das auch nur floskelhaft: „Ach Gott, was ist mir schon heilig; - so was wechselt ja schnell bei uns.“ (S. 163)

### Vergebliche Hoffnung auf Rettung
Die Handlung des Romans folgt der Logik einer Tragödie: Von den anfangs sieben Kameraden Paul Bäumers stirbt einer nach dem anderen: Kemmerich, Westhus, Kropp, Detering, Müller, Leer und zuletzt Kat.
Die Lebenspläne aus der Zeit vor dem Krieg erscheinen durchweg als obsolet. Konkrete Planungen für eine mögliche „Zeit danach“ werden im Roman nicht entwickelt. Gleichwohl scheinen immer wieder Bilder vom „schönen Leben“ auf, zu denen aber kein rationaler Weg aus der Realität des Frontlebens heraus aufgezeigt wird. Bezeichnenderweise ist im Schlusskapitel von einem „Rausch der Rettung“ (S. 257) die Rede.
Paul Bäumer ahnt 1918, dass der Krieg nicht mehr lange dauern könne (S. 251) und nimmt an, dass er bald mit einem Friedensschluss oder einer Revolution beendet werde („Gibt es keinen Frieden, dann gibt es Revolution.“, S. 257). Er hofft vergeblich darauf, dass er nicht „noch zuletzt“ sterben wird. Die Revolution erscheint in der Diktion des Erzählers als etwas, das „es gibt“.
Obwohl Bäumer wie seine Mitkämpfer kriegsmüde geworden ist, distanziert er sich auch am Schluss noch von Gedanken an Meuterei (S. 248), und angesichts des Zurückweichens vor der erdrückenden Übermacht der Westalliierten und der zweifellos bevorstehenden Kriegsniederlage teilt er dem Leser „mit einer Gloriole märtyrerhafter Opferbereitschaft“ trotzig mit: „Wir sind nicht geschlagen.“ (S. 252)
Thomas Becker bescheinigt zusammenfassend Paul Bäumer eine „negative Versöhnung mit der Wirklichkeit des Krieges, ohne dabei jener einen positiven Sinn beizumessen.“

## Figuren
Paul Bäumer steht für den ganz normalen Bürger aus dem Bürgertum und ist zu Beginn 19 Jahre alt. Er hat keine Ausbildung und „lernt“, Soldat zu sein. Seine Klassenkameraden sind als Typen, nicht als Charaktere gekennzeichnet. Sie gehören alle der „verlorenen Generation“ an. Alle erleiden die Schrecken des Krieges und sind am Ende tot. Katczinsky steht für die älteren Soldaten (40 Jahre), die im Krieg gebraucht werden. Seine Ideale werden im Krieg zerstört. Er wird Vertrauter des Protagonisten. Unteroffizier Himmelstoß steht für den typischen „kleinen Mann“, der im Heer eine gewisse Macht über andere bekommt und diese ausnutzt. Klassenlehrer Kantorek steht für die staatstragende Schicht im Kaiserreich und befürwortet den Krieg. Als Autoritätsperson gehorchen ihm seine Schüler und ziehen „freiwillig“ in den Krieg. Bedeutungslose Bildungsinhalte, die nur der Vorbereitung für den Krieg dienen, werden von ihm gelehrt.

## Stil
Das Erich Maria Remarque-Friedenszentrum Osnabrück hält „die auf Episoden fußende Erzählweise, die dramatische Dialogführung, die journalistisch knappe, präzise Charakterisierung von Personen“ für die wichtigsten Merkmale des Stils von Erich Maria Remarques Roman.
Auch Jörg F. Vollmer betont die Episodenstruktur und die szenische Wiedergabe als wesentliche Stilmerkmale des Romans. Als charakteristisch bewertet er darüber hinaus das Präsens als Darstellungstempus, den Wechsel vom „ich“ zum „wir“ sowie die „Ästhetik des Grauens“. Vollmer geht sogar so weit zu behaupten, Remarque habe mit seinem Roman „die Figur der ‚Zombies‘ in die Kriegsliteratur ein[ge]führt“.
Die Zugehörigkeit zur literarischen Strömung der „Neuen Sachlichkeit“ erkennt man daran, dass auch schlimmste Ereignisse überwiegend in einem ruhigen, abgeklärt wirkenden, oft bilanzierenden Ton erzählt werden, der durchaus ästhetisch anspruchsvoll sein kann. Brian Murdoch vergleicht folgenden Ausschnitt gar mit August Stramms Lyrik:
Granaten, Gasschwaden und Tankflottillen – Zerstampfen, Zerfressen, Tod.
Ruhr, Grippe, Typhus – Würgen, Verbrennen, Tod.
Graben, Lazarett, Massengrab – mehr Möglichkeiten gibt es nicht. (S. 249)
Merkmale der Neuen Sachlichkeit sind: ein sachliches, realitätsbezogenes Schreiben; ein nüchternes und emotionsloses Erzählen; der Verzicht auf Pathos bis zur Befreiung von allem Pathos; der Verzicht auf Dekoratives und Ornamentales; Präzision; Montage; faktenorientierte Darstellung, Konzentration auf „Tatbestände“; die Akzeptanz der Macht der Dinge, Sachen und Situationen; das Postulat der wahrheitsgemäßen Darstellung; die Objektivität durch Beobachtung; die Abkehr vom Psychologisieren, von Gefühlen der Melancholie, Trauer usw.; die Ablehnung von „falschem“ Poetisieren; die Sache ganz aus sich heraus zu verstehen und bis zur letzten Konsequenz darstellen zu wollen.
An einigen Stellen des Romans werden allerdings Anklänge an den Stil des Expressionismus deutlich, der durch die Neue Sachlichkeit eigentlich überwunden werden sollte, z. B. in Kapitel 4 (S. 52f.), wo der Erzähler „Mutter Erde“ direkt voller Pathos anspricht. „Expressionistisch“ muten auch Formulierungen wie „Schwärzere Dunkelheiten als die Nacht rasen mit Riesenbuckeln auf uns los“ (S. 62) an, durch die die sachliche Darstellung unterbrochen wird. Gleichfalls die personifizierenden Vergleiche, so in „Dörfern, in denen Strohdächer wie Mützen tief über gekalkte Fachwerkhäuser gezogen sind“ erinnern an die Vorgängerepoche und weisen somit das Werk als Literatur der Weimarer Republik aus.
Stellenweise tauchen im Roman satirische Arrangements und Aussagen auf. In einer Erinnerung an die Kasernenzeit kommen die jungen Männer ins Schwärmen. Geradezu komisch wirken Anreden wie: „Oh, ihr dunklen, muffigen Korporalsstuben mit den eisernen Bettgestellen, den gewürfelten Betten, den Spindschränken und den Schemeln davor!“ oder: „Ihr Instruktionsstunden in der Morgenfrühe“, (S. 42). ehe eine banale Antwort die Künstlichkeit ihrer Erinnerung offenlegt. Ähnliches gilt für einen jungen Rekruten, dessen Leben Bäumer rettet, indem er den Angsthasen in den Helm – Zeichen des preußischen Militarismus – kotieren lässt.
Dagegen werden die romantisierenden Formulierungen allgemein als Kitsch gewertet. Ein bekannter Auszug stammt aus dem 11. Kapitel, wo der „Sommer 1918“ anaphorisch beschworen wird (S. 250f.). Es handelt sich um einen Restbestand der Kriegsliteratur des 19. Jahrhunderts, der noch in zahlreichen deutschsprachigen Liedern des Ersten Weltkrieges Anwendung fand, unter anderem im Lied Als wir nach Frankreich zogen von Joseph von Lauff. Ob der Roman, der als Bestseller gesetzt wurde, durch die Romantisierungen auch konservative Leserschichten ansprechen sollte oder der intendierte Aufbau einer Gegenwelt zum Kriegsgeschehen als Trostangebot ungewollt scheitert, lässt sich nicht klären.

## Textsorte
Der Untertitel „Roman“ erscheint auf dem Cover von Im Westen nichts Neues erst seit 1957 (S. 459, Anmerkung 9). Trotz des langen Zögerns des Verlags, eine Textsorte ausdrücklich anzugeben, gibt es heute kaum einen Zweifel darüber, dass Erich Maria Remarques Werk Im Westen nichts Neues ein Roman ist: Ein Ich-Erzähler, Paul Bäumer, fungiert als Organisator des Erzählstoffs. Dieser wird vor dem Kapitel 1 und am Schluss von Kapitel 12 in Form eines Rahmentextes durch eine Instanz eingebettet, die sich dem Leser nicht vorstellt. Thomas F. Schneider stellt apodiktisch fest: „Dass Remarque einen fiktionalen und keinen dokumentarischen oder gar autobiografischen Text verfasste, ist aufgrund der Forschungsergebnisse der letzten Jahre unstreitig“ (S. 441).
Trotz der für einen Roman typischen Veränderungen der Realität und der in ihm enthaltenen freien Erfindungen war für den Chef-Gutachter des Ullstein-Verlags, Carl Jödicke, der über die Annahme des Typoskripts zu entscheiden hatte, Remarques Text kein Roman, da der Autor die Menschen als „fast willenlose Objekte der Kriegsfurie“ zeige (S. 312). Der Verlag versuchte Schneider zufolge, das Werk als „authentisches Werk“, also als faktualen Augenzeugenbericht und nicht als fiktionalen Text zu vermarkten, um das vermeintliche Bedürfnis der Leser nach nicht-fiktionaler Kriegs-Erinnerungsliteratur zu befriedigen (S. 438). Remarque bezeichnete den Text 1946 gegenüber einem US-amerikanischen Journalisten als „Sammlung bester Kriegsgeschichten“ (S. 439).
Eine Hauptursache für die Schwierigkeit, den Text als Roman einzuordnen, besteht darin, dass das erzählende Ich am Ende des Textes tot ist. Indem der Text im Präsens erzählt wird, entsteht die Illusion, Bäumer sterbe am Ende der Handlung „genau jetzt“. Eine derartige Illusion ist aber eigentlich nur bei Dramen möglich, deren Handlung immer scheinbar in der Gegenwart spielt. Erzählungen beziehen sich hingegen immer auf die Vergangenheit, was auch Vorausdeutungen Paul Bäumers als Erzähler belegen, in denen er „Zukünftiges“ (bezogen auf die erzählte Zeit) vorwegnimmt. Auf eine ähnliche Problemlage hat Johann Wolfgang Goethe in seinem Roman Die Leiden des jungen Werther in der Form reagiert, dass ein fiktiver Herausgeber Briefe Werthers, die dieser vor seinem Tod geschrieben hat, veröffentlicht und am Schluss des Romans als dessen fiktiver Herausgeber in Erscheinung tritt. Unklar bleibt in Remarques Roman hingegen, bei welcher Gelegenheit Paul Bäumer seine Gedanken zu Papier gebracht haben soll bzw. woher sonst der zweite Erzähler am Schluss des Romans Paul Bäumers Gedanken kennt.

## Entstehung
Erich Maria Remarque wurde ab dem 12. Juni 1917 als Kriegsfreiwilliger an der Westfront (Flandern) im westfälischen Reserve Infanterieregiment 15 eingesetzt. Nach mehreren Wochen wurde er am 31. Juli 1917 so schwer am Hals, am rechten Arm und am linken Bein verwundet, dass er den Rest des Krieges in einem Lazarett in Duisburg verbrachte. Dort befragte er Soldaten nach ihren Erlebnissen im Krieg und notierte sich die Ergebnisse seiner Befragungen. Vom 15. August bis zum 16. Oktober 1918 führte er ein Tagebuch. In diesem fordert er in einem Eintrag vom 24. August 1918 für die Zeit nach dem Ende des Kriegs einen „Kampf gegen die drohende Militarisierung der Jugend, gegen den Militarismus in jeder Form seiner Auswüchse.“ (S. 286)
Remarque wurde gleich nach dem Ende des Ersten Weltkriegs journalistisch tätig und wurde professioneller Autor. Er gehörte also 1928 nicht zu den „Soldaten, die schrieben, sondern [zu den] Literaten, die im Krieg waren.“ Bereits 1917 begann er eine Erzählung über den Krieg mit einem „Jürgen Tamen“ als Protagonisten, einer Figur, die Detering in Im Westen nichts Neues stark ähnelt.
Einen ersten Text mit dem Titel Im Westen nichts Neues begann Remarque im Sommer 1927. Im Herbst 1927 ließ er von seinen handgeschriebenen Entwürfen ein Typoskript anfertigen, das Thomas F. Schneider zufolge politischer, deutlich pazifistisch und stärker auf die Person Bäumer und seine individuellen Gedanken ausgerichtet ist als die spätere Druckfassung (S. 307). Remarque bot sein Werk zunächst dem renommierten S. Fischer Verlag an, welcher jedoch ablehnte. Der Ullstein-Verlag zeigte Interesse, jedoch war ihm diese Fassung zu radikal. Remarque entschärfte auf Wunsch des Verlages bereitwillig seine Typoskript-Fassung und wirkte bei der Werbekampagne des Verlags für das Buch mit, die zugleich das Image Remarques prägte.
Das Schreiben von Im Westen nichts Neues interpretiert Thomas F. Schneider als „Akt der Befreiung, als selbsttherapeutischen Versuch [Remarques], sich der Traumata des Krieges, die bis in die Gegenwart des Jahres 1928 hineingereicht hatten, in einem kathartischen Akt zu entledigen“. Auch für seine Leser sei der Roman in diesem Sinn „nützlich“ gewesen.
Erich Maria Remarque gelang es nicht, durch das Schreiben des Romans seine Neigung zu Depressionen loszuwerden. Der Sensationserfolg löste nach 1928 bei dem sensiblen, von künstlerischen Identitätskrisen heimgesuchten Schriftsteller immer wieder qualvolle Depressionsschübe aus.

### Remarques Quellen
Remarque hat, da er nur einen Monat selbst Fronterfahrungen sammeln konnte, vor allem die Berichte und Erzählungen anderer Kriegsteilnehmer notiert und für seinen Roman verarbeitet.
Viele Aussagen in dem akkurat geführten Tagebuch seines ehemaligen Klassenkameraden Georg Middendorf, mit dem Remarque alle Erlebnisse von der Abfahrt aus Osnabrück bis zu seiner Verletzung an der Front teilte, lassen sich in Im Westen nichts Neues wiederfinden.
Ein weiterer Kriegsteilnehmer, den Remarque als Quelle nutzte, war August Perk. Viele der Geschichten, die Perk dem Autor in dessen Zeit als Lehrer in Lohne unmittelbar nach Kriegsende erzählte, flossen später in Im Westen nichts Neues ein. Ebenfalls in Lohne lernte Remarque den Bauern Deitering kennen, der viele Ähnlichkeiten mit der Romanfigur Detering aufweist.
Wie Remarque mit der Realität umgegangen ist, zeigt exemplarisch die Figur Franz Kemmerich. Remarque war mit einem Christian Kranzbühler befreundet, der von seinem Stiefvater Kemmerich adoptiert worden war. Kranzbühler erhielt am 25. Juli 1917 einen Schuss ins Knie (S. 280), so dass ihm das Bein amputiert werden musste. Er überlebte den Krieg. Franz Kemmerich hingegen erhält einen Oberschenkeldurchschuss (S. 15) und überlebt diesen nicht. Kranzbühlers Mutter soll über die Darstellung von Kemmerichs Mutter als „dicke weinende Frau“ (S. 32), die dem Erzähler „ein wenig dumm“ vorkomme (S. 162), erbost gewesen sein. Auch geht Remarque in einem Tagebucheintrag von 1918 davon aus, dass jeder fünfte deutsche Soldat von den für den Krieg Verantwortlichen quasi „zum Tode verurteilt“ worden sei (S. 287). Das zeigt, dass ihm bewusst ist, dass die Dramatik, die er Jahre später in seinem Roman von Anfang an aufbaut (gleich zu Beginn wird festgestellt, dass fast die Hälfte von Paul Bäumers Kompanie an einem Tag außer Gefecht gesetzt worden sei), nicht typisch für den Krieg als Ganzes ist. Diese Art von „Übertreibung“ ist hingegen typisch für fiktionale Werke. Besonders auffällig ist es, dass von niemandem aus Paul Bäumers Umfeld angedeutet wird, dass er den Krieg überlebt, und dass der Erzähler Hoffnungen des Lesers auf ein Überleben eines Verwundeten oft in Form von Vorausdeutungen zunichtemacht. Der Status des „Verlorenseins“ ist also nicht Ergebnis der Realität, sondern der Aussageintention des Erzählers bzw. des Autors. Den Leser soll ein Gefühl der Hoffnungslosigkeit befallen.

## Veröffentlichung

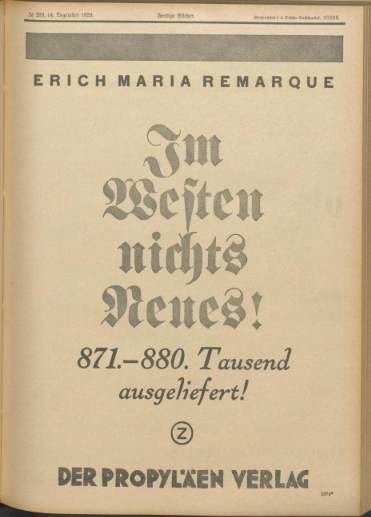
Verlagsanzeige im Börsenblatt, Dezember 1929

Im Westen nichts Neues erschien als Vorabdruck ab dem 10. November 1928 in der Vossischen Zeitung, in Buchform beim Propyläen Verlag am 29. Januar 1929. Innerhalb von elf Wochen erreichte es nach Verlagsangaben eine Auflage von 450.000 Exemplaren. Der Roman war zu dieser Zeit der größte Bucherfolg in der Geschichte der deutschen Literatur. Das Buch wurde noch im selben Jahr in 26 Sprachen übersetzt. Seine Arbeitsstelle bei der Zeitschrift Sport im Bild wurde Erich Maria Remarque fünf Tage nach der ersten Veröffentlichung gekündigt. Bei dieser hatte er seit 1925 als verantwortlicher Redakteur gearbeitet.
Bis heute gibt es Ausgaben in über 50 Sprachen, die geschätzten Verkaufszahlen weltweit (Stand: 2007) liegen bei über 20 Millionen.

## Zeitgenössische Rezeption und Gegnerschaft
Die Verlagswerbung zitiert Stefan Zweig: „Ein vollkommenes Kunstwerk und unzweifelhafte Wahrheit zugleich.“ Hans Natonek äußerte am 29. Mai 1929 in der Neuen Leipziger Zeitung, im Roman werde der „Krieg wie ein Naturereignis, nicht wie ein Menschenwerk“ präsentiert. Und in der Roten Fahne vom 18. Dezember 1932 wird die im Roman zelebrierte „Kameradschaftslegende zur Beschönigung des Kriegs“ angeprangert.
Am 9. Juli 1931 ordnete der Unterrichtsausschuss des Preußischen Landtags die Entfernung des Buchs aus allen Schulbüchereien an.
Bei den Nationalsozialisten hatte sich Remarque mit seinem Roman Feinde gemacht. Als Teil ihrer Rufmordkampagne gegen den missliebigen Autor bezweifelten sie dessen Authentizität und verbreiteten das Gerücht, er habe überhaupt nicht am Ersten Weltkrieg teilgenommen. Während der nationalsozialistischen Bücherverbrennungen 1933 wurden auch zahlreiche Exemplare von Im Westen nichts Neues vernichtet.

## Rezeption in der Literaturkritik
„Gegen das Buch läßt sich vielerlei sagen […] Das Buch hat nicht als Kunstwerk die Millionen erregt, sondern wegen seines Stoffes und wegen der Behandlung dieses Stoffes“, äußerte sich Kurt Tucholsky kritisch zum Roman. Dagegen forderte Carl Zuckmayer: „Dieses Buch gehört in die Schulen, die Lesehallen, Universitäten, in alle Zeitungen, Funksender, und das alles ist noch nicht genug.“ Die Rezeption des Romans reicht jedoch über die literaturkritische Skepsis und die Begeisterung seitens pazifistischer Schriftstellerkollegen wie Ernst Toller und Stefan Zweig weit hinaus; Remarque wurde von Nationalisten angefeindet, wogegen einige Pazifisten eine deutlichere Absage an den Krieg vermissten und in der Zeitschrift Volksbühne gar „Kriegspropaganda“ gewittert wurde, während Kommunisten wie Karl August Wittfogel den Roman ablehnten. Zahlreiche Nationalisten, darunter Wilhelm Stapel, griffen den Autor persönlich an.
Marcel Reich-Ranicki urteilt 1961 über den Roman: „‚Im Westen nichts Neues‘ enthält […] neben vortrefflich geschriebenen Fragmenten auch sehr schlechte Abschnitte und zeugt ebenso von ungewöhnlicher literarischer Begabung wie von provozierender Effekthascherei. […] Seine Prosa ist im epischen Niemandsland angesiedelt: weder ernste Zeitkritik noch arglose Unterhaltung, weder echte Literatur noch absoluter Schund.“ Später revidierte er seine Aussage teilweise und ordnete das Werk hinsichtlich der pazifistischen Intention des Autors und der Notwendigkeit, die Massen anzusprechen, wohlwollender ein: „Im Westen nichts Neues ist ein in seiner Art vollendetes Buch: klar und einfach, dramatisch und anschaulich, rührend und erschütternd.“
Der Spiegel sprach noch 1993 von einer „gewissermaßen kleinbürgerlich-pedantischen Sachlichkeit“ von Szenen des Buches.
Jörg Friedrich Vollmer gibt zu bedenken, dass Remarque eine Lücke gefüllt habe. Denn „Autoren, die dem literarischen ‚Höhenkamm‘ zuzurechnen sind und von denen eine ästhetisch anspruchsvolle Darstellung zu erwarten gewesen wäre“, hätten „eher selten versucht […], dem Ereignis des modernen Krieges literarisch gerecht zu werden.“ Von der deutschen Kriegslyrik abgesehen, die mit  August Stramms Patrouille oder Georg Trakls Grodek den Weltkrieg zum Gegenstand hat, nahm sich unter den großen Erzählern der deutschen Moderne einzig Alfred Döblin des Weltkrieges an, jedoch ließ er wie einst Tolstoi mit Krieg und Frieden Erfahrungen aus dem Kaukasuskrieg in der Darstellung des Russlandfeldzuges, nunmehr in seinem Roman Wallenstein Erlebnisse aus dem Ersten Weltkrieg in der Schilderung des Dreißigjährigen Kriegs einfließen. Gegenüber der literarisch nicht unbegründeten Anstrengung der Distanzierung verfasste Arnold Zweig bereits vor Remarque mit Der Streit um den Sergeanten Grischa (1927) fiktive Kriegsliteratur, die das Weltkriegsgeschehen aus einer ungewöhnlichen Feindesperspektive zum Thema hatte. Weitere Autoren sind Ludwig Renn mit Krieg (1928) und Edlef Köppen mit seinem Montageroman Heeresbericht (1930). Inhaltlich reicht Remarques Roman jedoch durch die Schilderung der Mentalität der Frontsoldaten nach 1918 und ihre zivile Unfähigkeit über die drei genannten Romane hinaus, sofern er die verheerende Wirkung des verlorenen Kriegs auf die Nachkriegszeit auch in der Desillusionierung einer verführten Generation ausmacht. Obgleich in der Literaturwissenschaft Köppens Heeresbericht wegen seiner Modernität als die ästhetisch überzeugendste fiktionale deutsche Erzählprosa zum Ersten Weltkrieg gilt, erreichten keines der drei genannten Bücher die Verkaufszahlen oder das Renommee von Im Westen nichts Neues, der als deutscher Klassiker der Antikriegsliteratur gilt.
Für Walter Delabar ist Im Westen nichts Neues „an der Schnittstelle zwischen Kunst-, politischer und Unterhaltungsliteratur angesiedelt“. Thomas Schneider, Herausgeber einer neuen Taschenbuchausgabe des Textes und seit 2000 Leiter des Erich Maria Remarque-Friedenszentrums in Osnabrück, bezeichnet den Roman als „perfekt konstruierte […], alternierende […] Abfolge von grausamen, abschreckenden, emotional aufwühlenden mit retardierenden und reflexiven aber auch humoresken Standardsituationen des ,Kriegs‘“.

## Antikriegsroman?
Im Westen nichts Neues steht im Kontext einer Reihe anderer, zumeist ebenfalls in den späten 1920er und beginnenden 1930er Jahren veröffentlichter Romane zur Thematik.
Die Frage nach den Ursachen des Krieges bleibt in Remarques Roman weitgehend ausgeblendet und wird nur ein einziges Mal zum Gesprächsthema in Bäumers Kompanie (S. 180–184). Anders als Remarque im Jahr 1918 (S. 285–289) ziehen die Soldaten aus ihren Einsichten keine praktischen Schlussfolgerungen. Obwohl der Waffenstillstand und später der Frieden an der Ostfront (als Folge der politischen Veränderungen in Russland) im Roman kurz angesprochen werden, erscheint niemandem von den deutschen Soldaten an der Westfront eine Rebellion als Option.
Das Buch wurde nicht von Anfang an als Antikriegsroman angeboten. Im Vorspann heißt es: „Dieses Buch soll weder eine Anklage noch ein Bekenntnis sein. Es soll nur den Versuch machen, über eine Generation zu berichten, die vom Kriege zerstört wurde – auch wenn sie seinen Granaten entkam.“ Dieser einleitende Gedanke und die Behauptung, Remarques Buch sei „unpolitisch“, sollen den Eindruck erwecken, der Roman sei kein pazifistisches Werk, mithin ein Kriegs-, aber kein Anti-Kriegsroman. Die in der gedruckten Endfassung des Werks enthaltenen Aussagen richten sich nicht explizit gegen den Krieg. Eine Reaktion, die von Remarque so nicht beabsichtigt gewesen sei, vermutete Carl von Ossietzky.
Remarque begründet den Verzicht auf ein explizites Bekenntnis zum Pazifismus in seinem Roman damit, dass er ein Bekenntnisbuch für überflüssig gehalten habe, da schließlich doch jeder gegen den Krieg sei. Diese Aussage relativiert er in einem Interview mit Friedrich Luft 1963 allerdings mit den Worten: „Ich dachte immer, jeder Mensch sei gegen den Krieg, bis ich herausfand, daß es welche gibt, die dafür sind, besonders die, die nicht hingehen müssen.“
Jorg F. Vollmer benennt als eines der wenigen „harten Kriterien“, an denen man die Authentizität der Kriegsgegnerschaft eines Autors erkennen könne, das „Innewerden der Perspektiven der gegnerischen Seite“. Remarque habe als einer der ersten deutschsprachigen Autoren nach dem Ende des Ersten Weltkriegs dieses Kriterium erfüllt, indem er eine Szene arrangiert habe, in der Paul Bäumer sich intensiv in den französischen „Kameraden“ Gérard Duval hineinversetze.

## Fortsetzung „Der Weg zurück“
In Der Weg zurück, der 1930/31 von Remarque verfassten Fortsetzung von Im Westen nichts Neues, beschreibt der Autor, wie die Überlebenden nach dem Krieg versuchen, im Zivilleben wieder Fuß zu fassen. Die Charaktere aus dem ersten Teil werden zum Großteil nur namentlich erwähnt, am Leben ist lediglich noch der Soldat Tjaden.

## Adaptionen und Anleihen

### Verfilmungen
Der Roman wurde dreimal verfilmt. Die erste Verfilmung, eine US-Produktion aus dem Jahr 1930 von Lewis Milestone, gilt als einer der 100 besten Filme der amerikanischen Filmgeschichte. Der Produzent Carl Laemmle erhielt für diesen Film einen Oscar in der Kategorie „Bester Film“, Milestone erhielt einen Oscar in der Kategorie „Beste Regie“.
Bei der deutschen Erstaufführung des Films im Metropol in Berlin kam es zu einem Skandal. Auf Anweisung des damaligen Berliner NSDAP-Gauleiters Joseph Goebbels besetzten nationalsozialistische Schlägertrupps den Saal und hinderten andere Kinogäste am Besuch; die Vorführung musste abgebrochen werden. Nach mehrfacher Wiederholung der Störaktionen im gesamten Deutschen Reich (z. B. durch Legen von Stinkbomben, Aussetzen großer Mengen weißer Mäuse und immer wieder durch Besetzen der Kinos) wurde der Film vorerst abgesetzt. Erst nach einer Novellierung des Lichtspielgesetzes (Lex Remarque), die am 31. März 1931 in Kraft getreten war, wurde der Film am 8. Juni 1931 „für bestimmte Personenkreise und in geschlossenen Veranstaltungen“ wieder freigegeben. Am 2. September 1931 erfolgte die allgemeine Wiederzulassung des Films in einer nochmals gekürzten Fassung. Die Produktionsfirma musste sich überdies verpflichten, „zukünftig auch im Ausland nur noch diese von den deutschen Zensurbehörden genehmigte Fassung zu zeigen“. Mit der Machtergreifung der Nationalsozialisten wurde Im Westen nichts Neues endgültig verboten.
Weniger populär, jedoch ebenfalls mit positiven Kritiken bedacht wurde eine 1979 unter der Regie von Delbert Mann als US-amerikanisch-britische Koproduktion für das Fernsehen gedrehte Neuverfilmung des Antikriegsfilms. Diese Neuverfilmung wurde 1980 mit einem Golden Globe als bester TV-Film ausgezeichnet.
Im Frühjahr 2021 wurde der Roman unter der Regie von Edward Berger für Netflix unter dem Titel Im Westen nichts Neues neu verfilmt, die Rolle des Soldaten Paul Bäumer übernahm Felix Kammerer. Der Film feierte im September 2022 auf dem Toronto International Film Festival Premiere und wurde in mehreren Kategorien für den Oscar 2023, unter anderem in Bester Film, nominiert. Im Februar 2023 wurde der Film bei den als BAFTAs bekannten britischen Filmpreisen insgesamt siebenmal ausgezeichnet, darunter als bester Film und für die beste Regie. Auch der Preis für den besten nicht englischsprachigen Film ging an Berger und sein Team. Komponist Volker Bertelmann alias Hauschka wurde für seine Filmmusik ausgezeichnet. Der Film war insgesamt 14 Mal nominiert – und war damit als einer der ausländischen Filme mit den meisten Nominierungen in die britische Filmgeschichte eingegangen.

### Theater
In der Spielzeit 2014/2015 wurden Bearbeitungen des Romans für die Bühne in Bochum, Braunschweig, Celle, Göttingen, Hamburg, Hannover, Karlsruhe. und Münster aufgeführt. Ein wesentlicher Grund dafür, dass vor allem niedersächsische Theater sich des Romans annahmen, lag darin, dass der Roman Pflichtlektüre für Abiturienten des Jahrgangs 2016 im Deutschunterricht an Gymnasien des Landes Niedersachsen war.

### Comic
Im Westen nichts Neues wurde erstmals 1952 bei Gilberton Publications in der Comicreihe Comics Illustrated als Nr. 95 von Ken Fitch und Mauricio Del Bourgo adaptiert.
Der Zeichner Peter Eickmeyer adaptierte den Roman Im Westen nichts Neues 2014 als Graphic Novel. Das Erich-Maria-Remarque-Friedenszentrum in Osnabrück widmete dem Comic von April bis Juli 2014 eine eigene Ausstellung.
2019 erschien in den Vereinigten Staaten eine weitere Adaption von Wayne Vasant beim Naval Press Institute.

### Musik
Unter dem Titel All Quiet on the Western Front schrieb Elton John 1983 einen kriegskritischen Song, der sich auch auf den Film bezieht.
Die Punkband Die Toten Hosen veröffentlichten 1999 auf der Single Schön sein als Bonustrack das Lied Im Westen nichts Neues, welches den Krieg als Metapher für die Monotonie der Arbeit verwendet, die als „täglicher Kampf“ und Ausbeutung bzw. als Schattenseite der kapitalistischen, westlichen Welt empfunden wird.
Ebenfalls unter dem Titel All Quiet On The Western Front schrieb 1999 auch die zeitgenössische Komponistin Nancy Van de Vate ihr Werk zum Buch, eine Oper in drei Akten mit Libretto Englisch oder Deutsch. Die Uraufführung fand 2003 in der New York City Opera unter der Leitung von George Manahan statt.
In Anlehnung an den englischen Namen des Romans nannte die tschechische Heavy-Metal-Band Kryptor ihr 1996 bei einem Rockfestival in Košice (östliche Slowakei) aufgenommenes Livealbum Na východní frontě boj! (All Fight On The Eastern Front!).
Das Album Im Westen nix Neues (2016) des Rappers Prinz Pi beinhaltet den gleichnamigen Titelsong. Kritisiert wird hier nicht das Kriegsgeschehen an der Westfront, sondern die Westliche Welt.

### Kunst

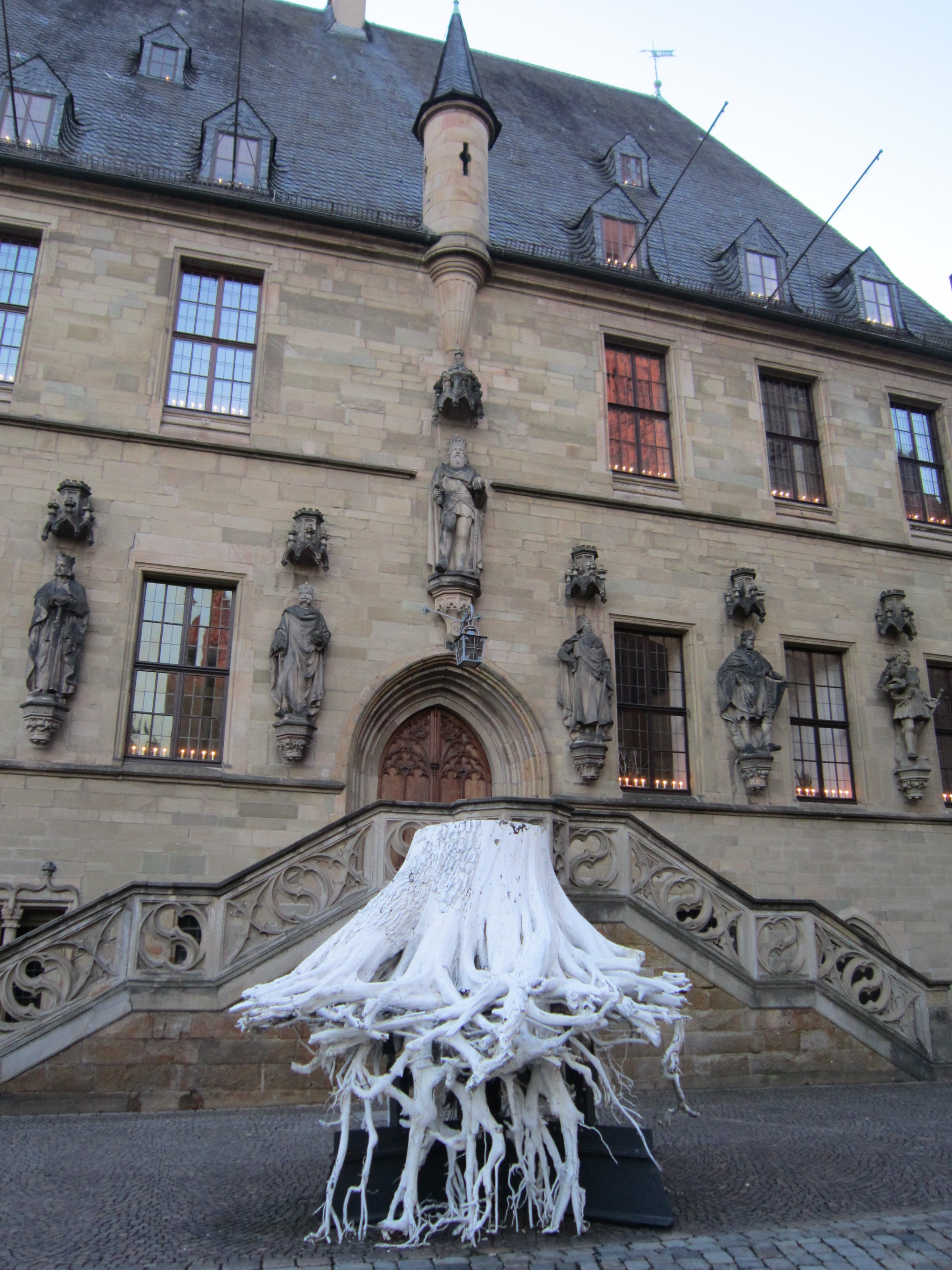
Installation White Roots, vor dem Rathaus Osnabrück, 2020

Am 25. September 2020, dem 50. Todestag Erich Maria Remarques, wurde eine temporäre Kunst-Installation vor dem Rathaus Osnabrück eröffnet. Ausgestellt wurde unter dem Titel White Roots („Weiße Wurzeln“) ein mit weißer Farbe besprayter Baumstumpf mit Wurzeln des Osnabrücker Künstlers Volker-Johannes Trieb. Der Künstler schreibt in einem Begleitband zur Ausstellung: „Diese Wurzel soll weder eine Anklage noch ein Bekenntnis sein. Sie soll nur den Versuch machen, über eine Generation zu berichten, die vom Kriege zerstört wurde – auch wenn sie seinen Granaten entkam.“ Im Anschluss an die Ausstellungseröffnung wurde im Rathaus des 50. Todestags Remarques gedacht.

### Zitate
- 1973: UFO (Fernsehserie); in Folge 26 „The long sleep“ verwendet Comander Straker die Frage „All Quiet on the Western Front?“ als er am Anfang der Folge zum Dienst erscheint. Diese offensichtliche Anspielung findet sich nicht in den deutschen Untertiteln wieder, als diese Folge 2015/16 in Deutschland unsynchronisiert zum ersten Mal ausgestrahlt wurde.

## Ausgaben
- Im Westen nichts Neues. Propyläen-Verlag, Berlin 1929.
- Im Westen nichts Neues. Roman. Aufbau-Verlag, Berlin 1975.
- Im Westen nichts Neues. Roman. Kiepenheuer & Witsch, Köln 1987, Taschenbuch 319, ISBN 3-462-01844-2.
- Im Westen nichts Neues. Roman. Kiepenheuer & Witsch, Köln 2013, ISBN 978-3-462-04581-9.
- Im Westen nichts Neues. Roman. Herausgegeben und mit Materialien versehen von Thomas F. Schneider. Kiepenheuer & Witsch, Köln 2014, ISBN 978-3-462-04632-8.
- Im Westen nichts Neues. Hörbuch. Der Hörverlag, München 2006, ISBN 3-89940-680-X (5 CDs).

## Sekundärliteratur
- Roman Dziergwa: Die Rezeption und der Streit um den Roman „Im Westen nichts Neues“ von E.M. Remarque in der literarischen Öffentlichkeit des Vorkriegspolen. In: Studia Germanica Posnaniensia. Poznań 1993, S. 59–68 (online).
- Peter Dörp: Medien spezial: Im Westen nichts Neues. Teil 1: Facetten eines nuancenreichen Themas für den Deutschunterricht. Mit Kopiervorlagen: 3 Songtexte (Elton John, Die Toten Hosen, Marius Müller-Westernhagen) zum selben Thema; Der Kampf um Remarque. Aus: Berliner Illustrirte Zeitung, Nr. 27, 1929; Axel Eggebrecht im Gespräch mit Erich Maria Remarque. Aus: Die literarische Welt, 14. Juni 1929. In: Deutschunterricht. Westermann Verlag, Oktober 2003, Heft 5, S. 42–47.
- Peter Eickmeyer: Im Westen nichts Neues. Eine Graphic Novel nach dem Roman von Erich Maria Remarque. Splitter, Bielefeld 2014, ISBN 978-3-86869-679-0.
- Richard Arthur Firda: All Quiet on the Western Front: Literary Analysis and Cultural Context. Twayne, New York 1993, ISBN 978-0-8057-8386-5 (englisch).
- Wolfhard Keiser: Erläuterungen zu Erich M. Remarque: Im Westen nichts Neues (= Textanalyse und Interpretation, Bd. 433). C. Bange Verlag, Hollfeld 2012, ISBN 978-3-8044-1979-7.
- Helmuth Kiesel: Geschichte der deutschsprachigen Literatur 1918 bis 1933. C. H. Beck, München 2017, ISBN 978-3-406-70799-5.
- Günther Oesterle: Das Kriegserlebnis im für und wider. „Im Westen nichts Neues“ von Erich Maria Remarque (1929). In: Dirk van Laak (Hrsg.): Literatur, die Geschichte schrieb. Vandenhoeck & Ruprecht, Göttingen 2011, ISBN 978-3-525-30015-2, S. 213–223.
- Hubert Rüter: Erich Maria Remarque. Im Westen nichts Neues. Ein Bestseller der Kriegsliteratur im Kontext. Schöningh, Paderborn 1980, ISBN 3-506-75044-5.
- Erich Maria Remarque: Im Westen nichts Neues. Analyse / Interpretation (= Königs Erläuterungen.) Bange Verlag, Hollfeld 2005; Neuauflage ebenda 2012, ISBN 978-3-8044-1979-7.